# Référentiel (physique)
Pour les articles homonymes, voir Référentiel.
En physique, il est impossible de définir une position ou un mouvement par rapport à l'espace « vide ». Un référentiel est un solide (un ensemble de points fixes entre eux) par rapport auquel on repère une position ou un mouvement. Un dispositif servant d'horloge est également nécessaire pour pouvoir qualifier le mouvement et définir la notion de vitesse. Un exemple classique de référentiel est le référentiel terrestre qui est lié à la Terre.
Pour préciser mathématiquement les caractéristiques du mouvement, on définit ensuite un système de coordonnées de l'espace et du temps permettant de repérer les événements sous forme d'un quadruplet de nombres : trois coordonnées d'espace et une coordonnée de temps. Un « repère » (système de coordonnées) permet de quantifier les positions et les vitesses et ainsi de représenter une trajectoire par une courbe mathématique et de mathématiser l’effet des forces physiques sur les corps. Toutefois, il n'est pas nécessaire de définir un système de coordonnées pour constater un mouvement, par exemple pour voir qu'un promeneur est en mouvement par rapport au référentiel du sol.
Le mouvement dépend du référentiel choisi : le marcheur qui avance sur le sol n'avance pas par rapport à lui-même (par rapport au référentiel marcheur, c'est le sol qui recule).
La mécanique (newtonienne ou relativiste) postule l’existence d’une classe privilégiée de référentiels dits référentiels galiléens (ou inertiels) dans lesquels le principe d’inertie s’applique : un corps ponctuel non soumis à une force s'y déplace en mouvement rectiligne uniforme.
L’expression des lois de la physique devrait, si elle est complète, ne pas dépendre du référentiel choisi, mais seule la relativité générale permet cela, ou la relativité restreinte si on se limite aux référentiels galiléens. Dans l'approximation non relativiste, un référentiel non inertiel peut être utilisé comme s'il était inertiel, à condition d'introduire des termes correctifs, les forces d'inertie (ou forces fictives, ou pseudo-forces) « sans cause apparente » comme la force centrifuge ou la force de Coriolis (en relativité générale, la description de ces effets est incluse dans la théorie).
Les équations du mouvement dépendant du système de coordonnées (cartésien, cylindrique, sphérique...) utilisé pour repérer les positions, un même mouvement pourra être décrit mathématiquement par plusieurs écritures toutes aussi valides : les descriptions du mouvement dans chacun des systèmes de coordonnées sont équivalentes via un changement de repère.
En mécanique newtonienne, le temps est absolu (c’est-à-dire partout le même, indépendamment de la position et de la vitesse) et la définition du repère se limite en apparence à celle des coordonnées d’espace, mais cela ne dispense pas de définir un repérage du temps (traité séparément). En relativité restreinte et en relativité générale, le temps est considéré comme une dimension supplémentaire des systèmes de repérage : on parle d'espace-temps.

## Définitions

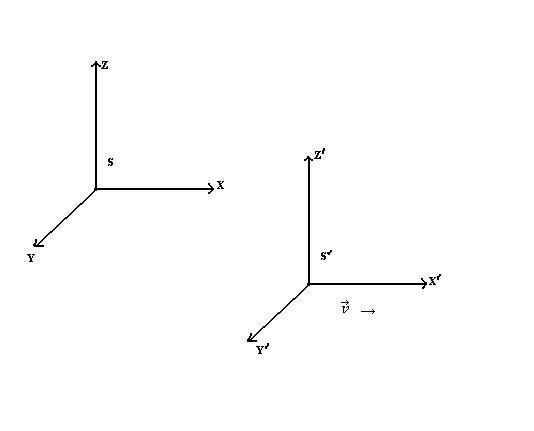
Un référentiel « fixe » et un référentiel en mouvement par rapport au premier.

En physique, un référentiel peut être défini à l'aide d'un système de coordonnées de l'espace-temps lié à un observateur (réel ou imaginaire), c'est-à-dire immobile par rapport à lui, composé de trois coordonnées d'espace et d'une coordonnée de temps, utilisé pour définir les notions de position, de vitesse et d'accélération. Une définition semblable est : c'est un système de coordonnées de l'espace de dimension 3 dont l'origine est un corps ponctuel réel ou imaginaire (en y ajoutant une mesure du temps, considéré comme universel en physique classique),,. Un référentiel réel doit être matérialisé : une origine définie par un corps identifiable, des axes ou système de coordonnées définis par des corps ou du moins par des notions expérimentables. Une hypothèse, jamais encore démentie, est que l'espace peut être considéré comme euclidien, au moins localement (sur de courtes distances).
Habituellement on privilégie les référentiels galiléens, et en choisissant une base orthogonale (au sens de la géométrie de l'espace-temps) de trois vecteurs orthonormés d'espace (repère cartésien, repère orthonormé), un marqueur du temps. Ainsi, les données physiques du mouvement d'un objet sont données en fonction de ce référentiel.

## Référentiels usuels

### Référentiel galiléen
Un référentiel galiléen (ou référentiel inertiel) est un référentiel où une masse ponctuelle isolée (i.e. soumise à aucune force) ou psuedo-isolé (i.e. soumise à des forces qui se compensent) est en translation rectiligne uniforme . La première loi de Newton suppose l'existence d'une telle catégorie de référentiels. Il est à noter que la plupart des référentiels usuels ne sont pas parfaitement galiléens, mais que, sur les durées considérées dans les expériences, les phénomènes liés à leur caractère non galiléen restent négligeables devant les autres phénomènes.

### Référentiel terrestre
Le référentiel terrestre est le référentiel le plus utilisé : il est centré en un point de la Terre, et ses axes sont liés à la rotation terrestre : un homme « immobile » est donc fixe dans le référentiel terrestre.
Le référentiel terrestre peut être considéré comme galiléen dans les expériences usuelles. Il faut une chute libre commençant à une hauteur considérable pour mettre en évidence la déviation vers l'est, due à la rotation terrestre.
On peut considérer en première approximation le référentiel terrestre comme galiléen lorsque la durée de l'expérience est très inférieure à la période de rotation de la Terre ou lorsqu'il est évident que l'effet de cette rotation est négligeable par rapport à d'autres facteurs.

### Référentiel géocentrique
Le référentiel géocentrique a pour origine le centre de masse de la Terre et ses axes sont définis par rapport à trois étoiles suffisamment lointaines pour sembler immobiles. Deux de ces étoiles peuvent être, par exemple, l'étoile polaire et Beta du Centaure. Ainsi, il n'est pas solidaire de la Terre dans son mouvement de rotation autour de l'axe de ses pôles.
Ce référentiel peut être considéré comme galiléen sur des expériences « peu longues », dont la durée est très brève devant une année, car la révolution de la Terre autour du Soleil n'est alors pas prise en compte. Par exemple, l'étude des mouvements des satellites artificiels sera effectuée dans ce référentiel.

### Référentiel de Copernic
Le référentiel de Copernic est le référentiel centré sur le centre de masse du système solaire et dont les axes pointent vers trois étoiles éloignées. Le référentiel de Copernic peut être considéré comme galiléen quand l'expérience est d'une durée brève devant le mouvement du système solaire dans la Galaxie, donc d'une durée très inférieure à ~225-250 millions d'années. Ce référentiel est adapté à l'étude du système solaire.

### Référentiel de Kepler (ou héliocentrique)
Le référentiel de Kepler (ou référentiel héliocentrique) est le référentiel centré sur le centre de masse du Soleil et dont les axes sont parallèles à ceux du référentiel de Copernic. Les expériences prouvent que l'on peut le considérer comme galiléen avec une très bonne précision.

### Référentiel barycentrique
Le référentiel barycentrique, aussi appelé référentiel du centre de masse, est le référentiel en translation par rapport à un référentiel de référence R (choisi généralement galiléen) et dans lequel le centre de masse est immobile.
On lui associe souvent un système de coordonnées ayant pour origine le centre de masse du système considéré et un système d'axes colinéaires à ceux du référentiel de référence R. Mais ces choix de centre et d'axes ne sont pas obligatoires.
Ce référentiel est particulièrement utilisé dans le cadre des théorèmes de König.
Remarque : ce référentiel n'est pas nécessairement galiléen.